# 선유락
선유락(船遊樂)은 신라의 향악정재(鄕樂呈才) 무용이다. <정재홀기(呈才笏記)>에 기록된 내용을 풀이하면 다음과 같다. 

## 구성
채선(彩船)을 색줄로 매어 가운데에 두고, 배 위엔 닻과 노를 잡은 어린 무희(舞姬) 2명이 외향(外向)하고 양편에 앉아 있다. 배 주위에는 무희 10명이 두 손으로 줄을 잡고 안쪽에 서고, 밖에는 32명의 무희가 두 손으로 줄을 잡고 서 있다. 이 춤의 특이한 점은 첫째, 집사(執事)의 지휘 아래 춤이 진행되는 것, 둘째, 취고수(吹鼓手)가 사용하는 북·호적·나팔·나각(螺角)·제금(提琴) 등이 음악에 동원되는 것, 셋째, 집사가 왕에게 품고(稟告)한 후에 나수, 징수(鉦手) 또는 여러 무희(舞姬)들에게 명령하여 춤을 진행하는 것, 넷째, 무희가 《이선가(離船歌)》와 《어부사(漁父詞)》를 부르면서 춤을 추는 것 등이다. 무원(舞員)은 집사(執事) 2명, 집범(執帆) 1명, 집정(執政) 1명, 안줄 무희 10명, 외줄 무희 32명, 집박(執拍) 1명, 악사(樂師) 7명으로 총계 54명이다.